# Ingvil Smines Tybring-Gjedde
Ingvil Smines Tybring-Gjedde (født 8 juli 1965)
i Oslo er en norsk politiker fra Fremskrittspartiet og tidligere minister i Justits- og beredskabsministeriet. Hun trak sig som minister, da FrP trak sig fra regeringen den 24. januar 2020.